# Saint-Pierre-de-Broughton
| Saint-Pierre-de-Broughton    |                       |
| Coordenadas: 46°15'N 71°12'W |                       |
| Província                    | Quebec                |
| Região administrativa        | Chaudière-Appalaches  |
| Incorporado em               | 12 de outubro de 1974 |
| Prefeito                     | Nicole Bourque        |
| Código postal                | G0N 1T0               |
|                              |                       |
| Área                         |                       |
| - Cidade                     | 147,46 km², 56,9 mi²  |
| Fuso horário                 | UTC -5                |
| População (2006)             |                       |
| - Cidade                     | 846                   |
| - Densidade                  | 6 hab/km², 16 hab/mi² |

Saint-Pierre-de-Broughton é uma municipalidade canadense do conselho municipal regional de Les Appalaches, Quebec, localizada na região administrativa de Chaudière-Appalaches. Em sua área de pouco mais de 147 km², habitam cerca de oitocentas pessoas.